# Cephalops validus
Cephalops validus är en tvåvingeart som först beskrevs av Hardy 1972. Cephalops validus ingår i släktet Cephalops och familjen ögonflugor.
Artens utbredningsområde är Myanmar. Inga underarter finns listade i Catalogue of Life.